# گورستان دره چهارشنبه
گورستان دره چهارشنبه مربوط به سده‌های متاخر دوران‌های تاریخی پس از اسلام است و در شهرستان خرم‌آباد، بخش مرکزی، دهستان کرگاه شرقی، روستای چشمه سرخه واقع شده و این اثر در تاریخ ۲۸ اسفند ۱۳۸۵ با شمارهٔ ثبت ۱۸۸۵۵ به‌عنوان یکی از آثار ملی ایران به ثبت رسیده است.